# Платонов Сергій Вікторович
Сергі́й Ві́кторович Плато́нов (15 серпня 1980 — 10 вересня 2018) — молодший сержант Збройних сил України, учасник російсько-української війни.

## Життєпис

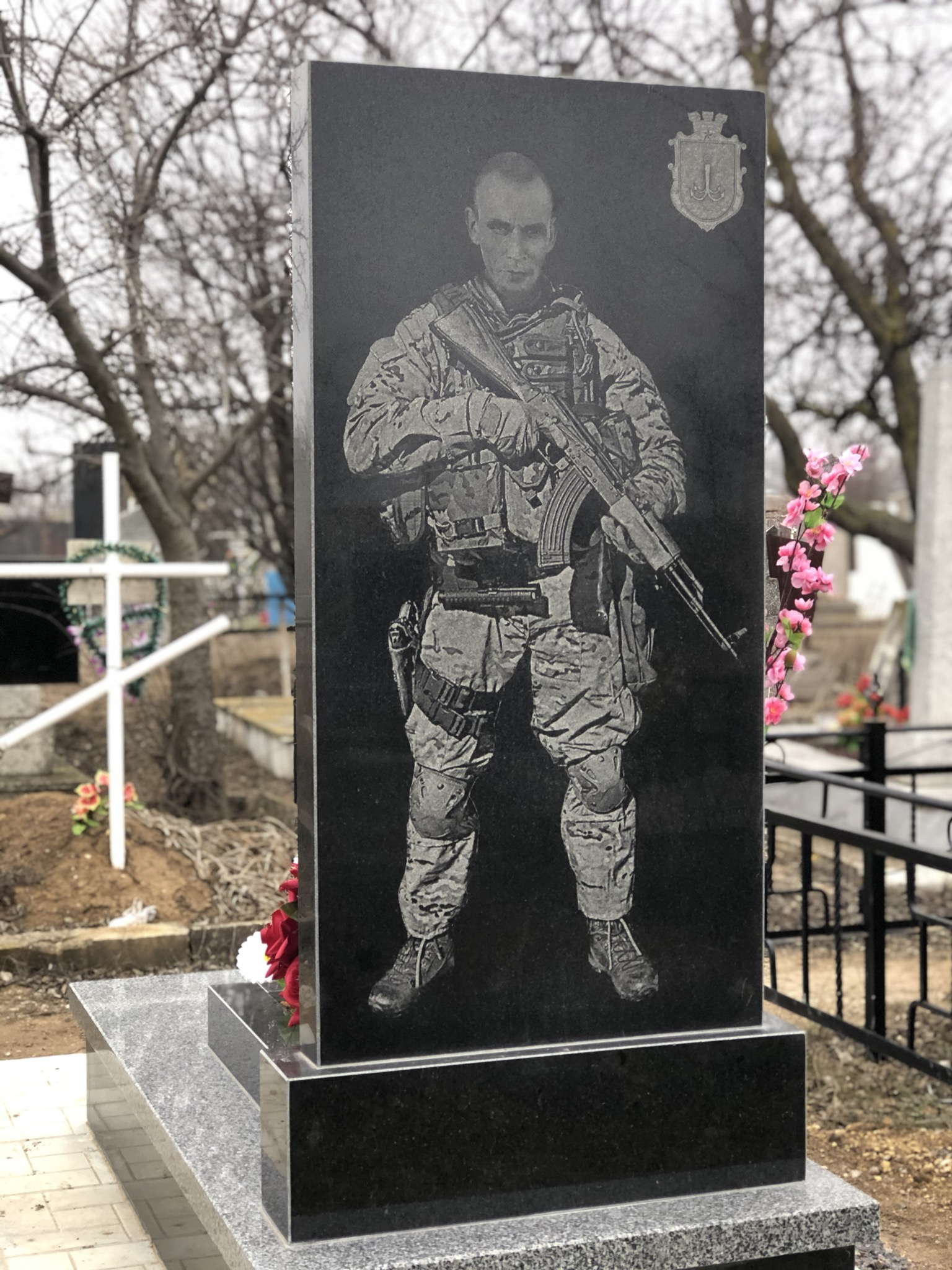
Пам'ятник Платонову Сергію Вікторовичу зворотня сторона

Народився 1980 року в місті Арциз (Одеська область); виріс у родині військовика. Рано втратив батьків.
На початку війни з 2014 року служив у 3 ДШБ «Фенікс» 79-ї бригади. Коли бригада стояла на узбережжі під Маріуполем, його фотографія потрапила на обкладинку газети «День» (№ 57, 2 квітня 2015, стаття «Приборкати „Шторм“»). Демобілізувався, але у 2016-му підписав контракт із ЗСУ; молодший сержант, командир гранатометного відділення взводу вогневої підтримки роти морської піхоти 503-го батальйону.
10 вересня 2018 року загинув від поранення в голову під вечір в ході ведення бойових дій поблизу села Водяне (Волноваський район) та окупованого села Пікузи — під час щільного вогню противника з мінометів та протитанкових гранатометів по українських позиціях влучив протитанковий снаряд (з СПГ-9).
Похований в Одесі. На північному кладовищі.
Без Сергія лишились дружина та троє дітей.

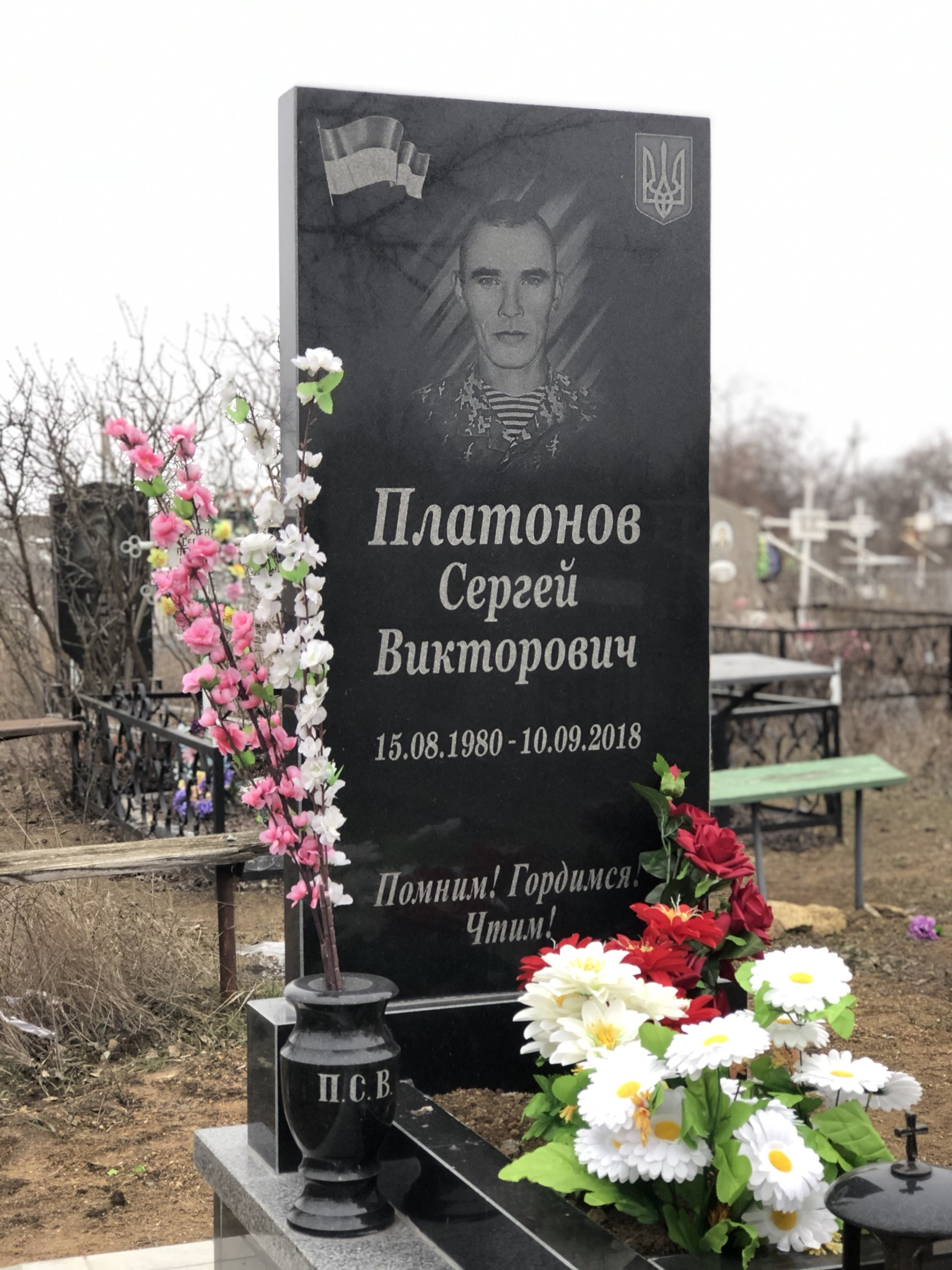
Пам'ятник Платонову Сергію Вікторовичу

## Нагороди та вшанування
- указом Президента України № 47/2019 від 28 лютого 2019 року «за особисту мужність і самовіддані дії, виявлені у захисті державного суверенітету та територіальної цілісності України, зразкового виконання військового обов'язку» — нагороджений орденом «За мужність» III ступеня (посмертно)[1]